# Rita el Khayat
Rita el Khayat (arabisch غيثة الخياط, DMG Ġīṯa al-Ḫayyāṭ; * 1944 in Rabat) ist eine marokkanische Dichterin, Psychiaterin, Psychoanalytikerin und Kunstkritikerin. Sie studierte Anthropologie in Casablanca und Paris. Sie ist für ihre Analysen zur Rolle der Frauen in der arabischen Welt bekannt.

## Lebensweg
Rita el Khayat, die zur Zeit der Entkolonialisierung Marokkos aufwuchs, studierte Medizin zunächst in Rabat, dann in Paris. Anschließend studierte sie erfolgreich Anthropologie und absolvierte eine psychoanalytische Ausbildung. Sie kehrte nach Rabat zurück, um dort zu praktizieren und zu schreiben. Khayat hat eine Professur an der Universität Chieti, Italien.

## Werke
Khayats Werk umfasst insgesamt 36 Bücher und ca. 350 Aufsätze.
Auswahl:
- Le Maghreb des femmes : Les défis du XXIe siècle, Verlag Editions Marsam, 16. April 2002, ISBN 978-9981149335
- Le Livre des Prénoms du monde arabe et musulman. Verlag Jean-Pierre Huguet Editeur, 2. März 2007, ISBN 978-2915412567
- mit Abdelkarim Raddadi, Meskini Sghir: Les portes du succès : Edition trilingue français-anglais-arabe. Editions Marsam, 28. Mai 2007
- Les bonnes de Paris : Essai sur l'émigration des femmes maghrébines, Verlag: Riveneuve, 14. Mai 2008 ISBN 978-2914214377
- La Femme artiste dans le monde arabe, Editiones de Broca, 4. April 2011

deutsch:
- Wenn sie Mütter werden... Medea und die Frauen des Mittelmeeres. Verlag Hans Schiler, Berlin 2009, ISBN 9783899302202